# ジャパンテレビゲームチェーン協会
ジャパンテレビゲームチェーン協会（ジャパンテレビゲームチェーンきょうかい、Japan Association of chain-store for TV-Games）は、日本で最初に結成されたゲームソフト販売店の団体。略称JAG。事務局は岡山市のアクト（現NESTAGE）本社内に置かれた。
1983年に任天堂がファミリーコンピュータを発売して以降、その普及と共に各地でゲームソフト販売店が自然発生的に起ち上がった。その多くは「ファミコンショップ」を看板に掲げていたが、1991年に複数のフランチャイズチェーンが任天堂に対して「ファミコン」の商標使用許可を申請し、正式にライセンス契約を結んだ。この時に任天堂とライセンス契約を結んだチェーン各社が参加して1992年4月に結成されたのがJAGである。
JAGに加盟していたチェーンはアクト（わんぱくこぞう/岡山市）、明響社（TVパニック/大阪府豊中市）、上昇（カメレオンクラブ/山口県下松市）、ブルート（広島市－1999年倒産）、ボックスグループ（ドキドキ冒険島/埼玉県浦和市）、SRGスタンバイ（モンキーランド/大阪市）、コン太くん（福岡市）の7社。
1994年12月にソニー・コンピュータエンタテインメントが発売したプレイステーションの販売契約を巡ってチェーン間の対立が激化したことから1996年末に空中分解。JAG加盟の各チェーンはテレビゲームソフトウェア流通協会（ARTS）とテレビゲームビジネス協議会の2陣営に分かれ、本格的な団体の再結成はJAG解散から約5年を経た2002年2月の日本テレビゲーム商業組合結成まで待たなければならなかった。